# Jamaica en los Juegos Olímpicos de Calgary 1988
Jamaica estuvo representada en los Juegos Olímpicos de Calgary 1988 por un total de 4 deportistas que compitieron en bobsleigh.  
El portador de la bandera en la ceremonia de apertura fue el piloto de bobsleigh Dudley Stokes. El equipo olímpico jamaicano no obtuvo ninguna medalla en estos Juegos.
Los miembros del equipo fueron Dudley Stokes, Michael White, Devon Harris y Chris Stokes. Stokes y White terminaron en 30.ª posición en la categoría doble, mientras que el equipo cuádruple no pudo terminar. A pesar de este resultado, su actuación centró la atención de la prensa como un ejemplo de superación y afán deportivo. La actuación del equipo jamaicano inspiró la película Cool Runnings.